# Makia

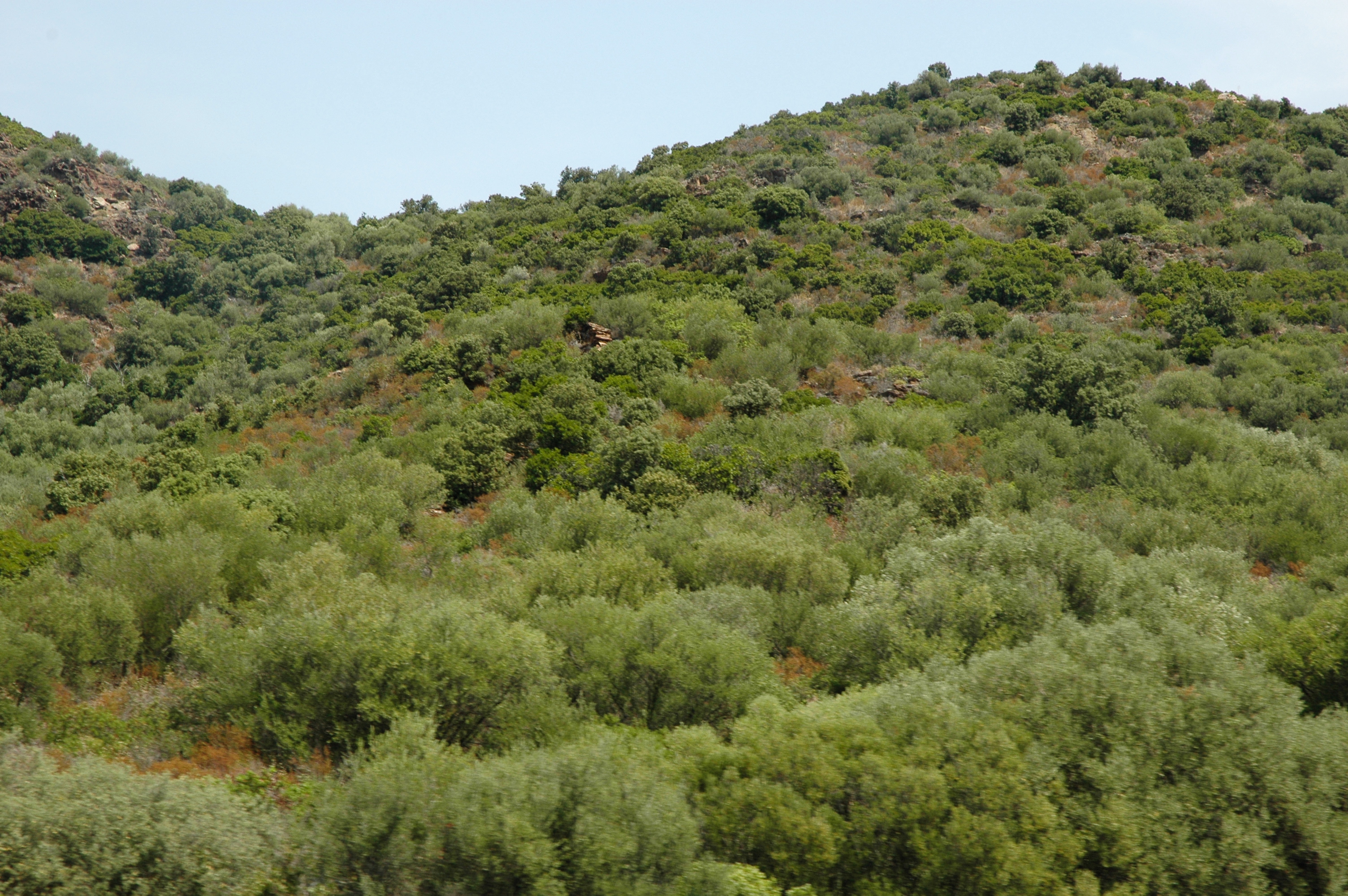
Makia niska na Korsyce

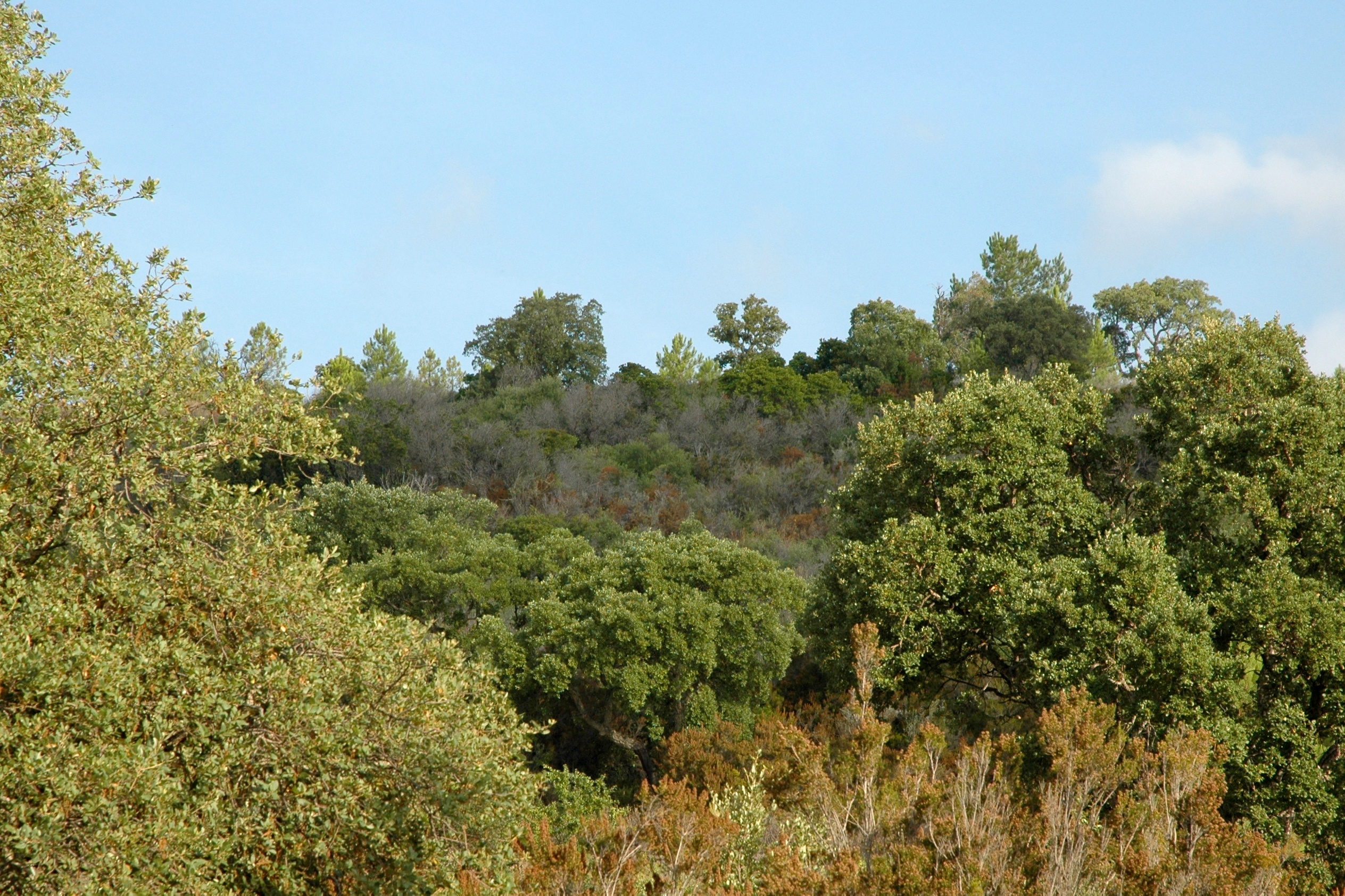
Makia wysoka na Korsyce

Makia (fr. maquis, wł. macchia) – zaroślowa formacja roślinna charakterystyczna dla obszaru śródziemnomorskiego, kształtująca się zwykle wtórnie w miejscach po usuniętych lasach twardolistnych, głównie dębowych, rzadziej sosnowych i cyprysowych. Makia w zależności od warunków siedliskowych bywa luźna lub gęsta, niska – wyłącznie zaroślowa (do 2,5 m wysokości), lub wysoka – z udziałem okazałych krzewów i niskich drzew osiągających do 5 m wysokości. Dominują zawsze krzewy, zwykle zimozielone o liściach skórzastych, miejscami z większym lub mniejszym udziałem gatunków zrzucających liście zimą. Pod względem fizjonomii i zajmowanych siedlisk makia w całym obszarze jej występowania jest podobna, występują jednak znaczne różnice w kompozycji gatunkowej. W płatach bardzo zróżnicowanych warstwę krzewów może tworzyć nawet ok. 30 gatunków. Charakterystyczny dla makii jest silny aromat ze względu na to, że wiele występujących w niej roślin wydziela duże ilości olejków eterycznych. Ze względu na gęstość zarośli, duży udział gatunków ciernistych, kolczastych i pnączy makia często bywa bardzo trudna do przebycia. 
Makia pierwotna występuje rzadko i nie ma pewności, czy stanowi naturalną formację zonalną. Lokalnie utrzymuje się w miejscach o zbyt płytkiej glebie, by mógł wyrosnąć las, zwłaszcza na stokach. Na większości obszaru występowania kształtuje się makia wtórna, powstała na skutek zniszczenia lasów i degradacji gleby. Po rozwinięciu się gęstej makii odnowienie lasu jest możliwe tylko po pożarze (dlatego lasy współwystępujące z makią są zwykle równowiekowe), w innym wypadku uniemożliwia je brak dostatecznej ilości światła.
Od makii swą nazwę przyjęli maquis, francuscy partyzanci z czasów II wojny światowej.

## Warunki geograficzno-klimatyczne i edaficzne
Makia występuje na obszarach pod wpływem klimatu śródziemnomorskiego. Lata są tu gorące i suche (susza trwać może w zależności od obszaru od 3–4 do 9–10 miesięcy), podczas gdy zimy deszczowe, w zasadzie bezmroźne i bezśnieżne (jeśli pada śnieg, to zwykle szybko się topi). W efekcie najkorzystniejsze warunki do rozwoju roślinności występują wiosną i wówczas też rozwijają się i kwitną rośliny zielne. Makia rozwija się zwykle na obszarach niżej położonych, sięgając do ok. 600 m n.p.m., ale miejscami sięga wyżej (np. na Krecie) do wysokości ok. 1000 m n.p.m. Występuje na glebach żółtych i czerwonych, ubogich w krzemionkę, ale bogatych w związki żelaza.
W miejscach bardziej suchych i skalistych makia ustępuje niższym zaroślom – garigowi i fryganie. Rozwój makii lub zbiorowisk niższych krzewów i krzewinek zależy także od intensywności użytkowania – wypasu, wycinania drzew i krzewów, karczowania w celu zakładania sadów – im częstotliwość i natężenie takich oddziaływań jest większe tym bardziej roślinność wykształca się w formie typowej dla niższych formacji. Z kolei miejsca bardziej wilgotne, często wyżej położone zajmuje pseudomakia, w której dominować mogą zrzucające liście na zimę dęby. Ze względu na warunki termiczne i wilgotnościowe makia zajmuje największe powierzchnie w zachodniej części basenu Morza Śródziemnego.

## Szata roślinna

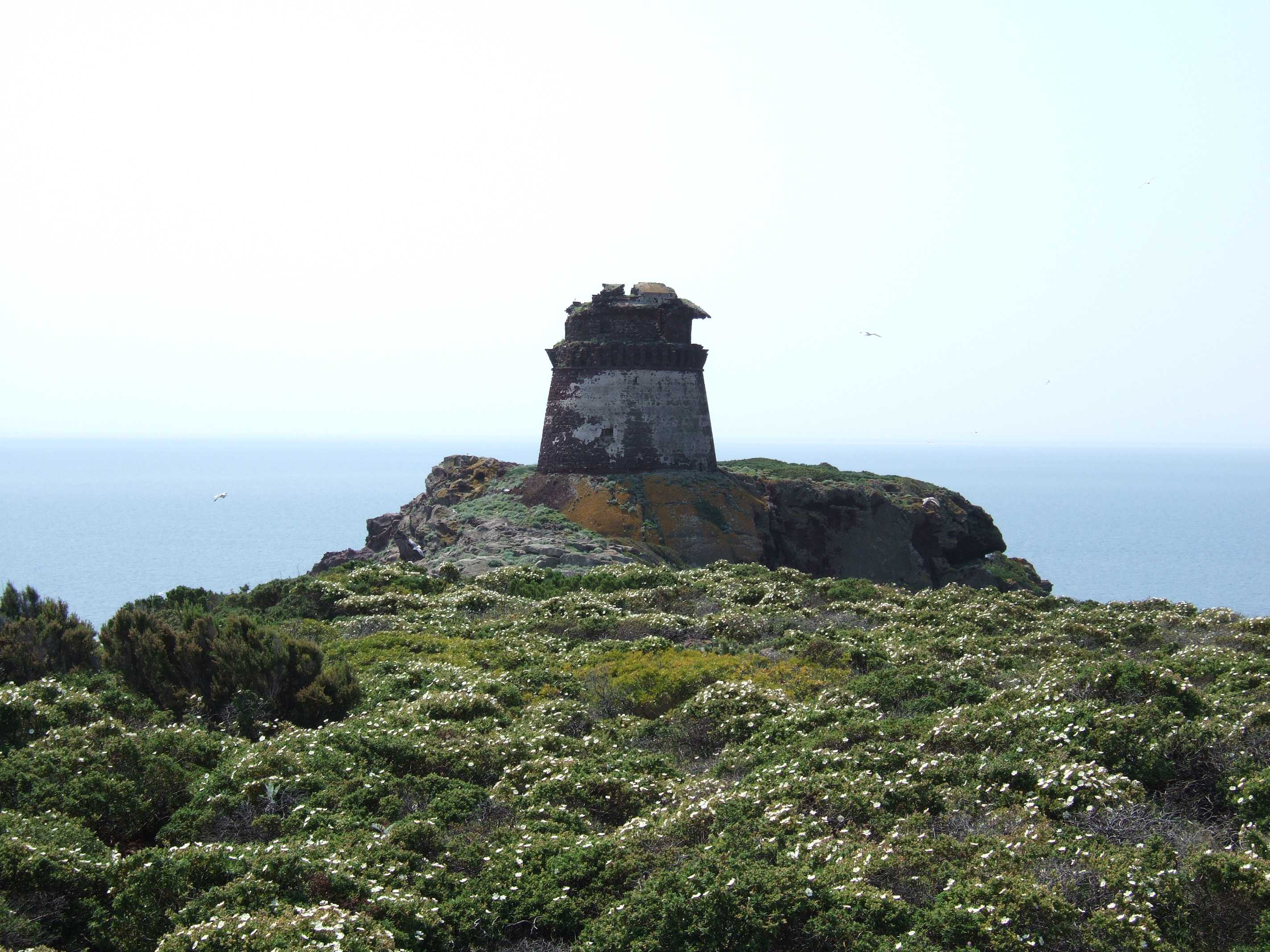
Makia w czasie kwitnienia na wyspie Capraia

Ze względu na długotrwałą suszę w okresie letnim rośliny tworzące makię wykazują adaptacje do tych specyficznych warunków. Dominują tu sklerofity przystosowane do drastycznego redukowania transpiracji (strat wody) poprzez redukowanie powierzchni liści (nierzadko są ich całkowicie pozbawione, często liście są łuskowato-igiełkowate), pokrycie ich grubą warstwą kutykuli, wykształcenie wielowarstwowej epidermy, umieszczanie szparek w zagłębieniach lub osłonięcie ich kutnerem. Rośliny tworzące makię rozkwitają wiosną, pokrywając zarośla wielobarwnymi kobiercami kwiatów. Przez pozostałą część roku makia przedstawia się jako ciemnozielone zarośla tworzone przez plątaninę gęstych krzewów i pnączy.  
Warstwę niskich drzew w makii wysokiej tworzą takie gatunki jak: dąb ciernisty Quercus coccifera i ostrolistny Quercus ilex, sosna alepska Pinus halepensis, chruścina jagodna (drzewo poziomkowe) Arbutus unedo i szkarłatna A. andrachne, jałowiec fenicki Juniperus phoenicea, mirt zwyczajny Myrtus communis, wrzosiec drzewiasty Erica arborea, oliwka europejska Olea europaea, jesion mannowy Fraxinus ornus, szarańczyn strąkowy Ceratonia siliqua. 
Warstwę krzewów tworzą obok niskich okazów ww. gatunków: wawrzyn szlachetny Laurus nobilis, pistacja kleista Pistacia lentiscus, kalina wawrzynowata Viburnum tinus, wawrzynek gnidyjski Daphne gnidium, oleander pospolity Nerium oleander, jałowiec kolczasty Juniperus oxycedrus, wrzosiec miotlasty Erica scoparia, szakłak wieczniezielony Rhamnus alaternus, wilczomlecz drzewiasty Euphorbia dendroides, różne gatunki filirei Phillyrea, czystka Cistus i kolcolistu Ulex. Do krzewów zrzucających liście zimą należą: niepokalanek pospolity Vitex agnus-castus i pistacja terpentynowa Pistacia terebinthus. 
Wśród zarośli licznie występują pnącza i krzewy o pędach wspinających się: szparag ostrolistny Asparagus acutifolius, kolcorośl szorstki Smilax aspera, wiciokrzew etruski Lonicera etrusca i wiciokrzew wyniosły L. implexa, Tamus communis, Clematis cirrhosa, Rubia peregrina, róża wieczniezielona Rosa sempervirens, bluszcz pospolity Hedera helix.
W niskiej makii rosną obok czystków i wrzośców różne gatunki z rodzajów rozmaryn Rosmarinus i myszopłoch Ruscus.
Głównie na polanach, w miejscach o małym zwarciu zarośli występują rośliny zielne – dominują rośliny jednoroczne i geofity cebulowe. Istotny udział mają gatunki z rodzajów: cebulica Scilla, narcyz Narcissus, szafirek Muscari, złotogłów Asphodelus oraz storczykowate.